# سرجيو بيكا
سرجيو بيكا (بالإسبانية: Sergio Bica)‏ (13 يونيو 1983 في الأوروغواي - ) هو لاعب كرة قدم أوروغواني في مركز الدفاع. لعب مع ريال إسبانيا وريفر بليت ونادي ماراثون وجوفينتود وTacuarembó F.C. ‏.

## روابط خارجية
- سرجيو بيكا على موقع قاعدة بيانات كرة القدم.إي يو (الإنجليزية)
- سرجيو بيكا على موقع Soccerway.com (الإنجليزية)